# یواس‌اس فیلادلفیا (۱۷۹۹)
یواس‌اس فیلادلفیا (۱۷۹۹) (به انگلیسی: USS Philadelphia (1799)) یک کشتی بود که طول آن ۱۵۷ فوت (۴۸ متر) بود. این کشتی در سال ۱۷۹۹ ساخته شد.